# Rosemead
Rosemead é uma cidade localizada no estado americano da Califórnia, no condado de Los Angeles. Foi incorporada em 4 de agosto de 1959.

## Geografia
De acordo com o United States Census Bureau, a cidade tem uma área de 13,42 km², onde 13,36 km² estão cobertos por terra e 0,05 km² por água.

### Localidades na vizinhança
O diagrama seguinte representa as localidades num raio de 8 km ao redor de Rosemead.

## Demografia
Segundo o censo nacional de 2010, a sua população é de 53 764 habitantes e sua densidade populacional é de 4 022,95 hab/km². Possui 14 805 residências, que resulta em uma densidade de 1 107,80 residências/km².